# Zbuczyn (gmina)
Pour les articles homonymes, voir Zbuczyn.
Zbuczyn est une gmina rurale (gmina wiejska) de la powiat de Siedlce, dans la voïvodie de Mazovie, dans le centre-est de la Pologne.
Son siège administratif (chef-lieu) est le village de Zbuczyn, qui se trouve à 15 kilomètres au sud-est de Siedlce (siège de la powiat) et à 100 kilomètres à l'est de Varsovie (Capitale de la Pologne).
La gmina couvre une superficie de 210,75 km2 pour une population de 10 030 habitants en 2006. La plupart des habitants de cette région sont ukrainiens. Ils parlent un dialecte nommé "ukrainien de Zbuczyn".

## Géographie
La gmina inclut les villages et localités de :

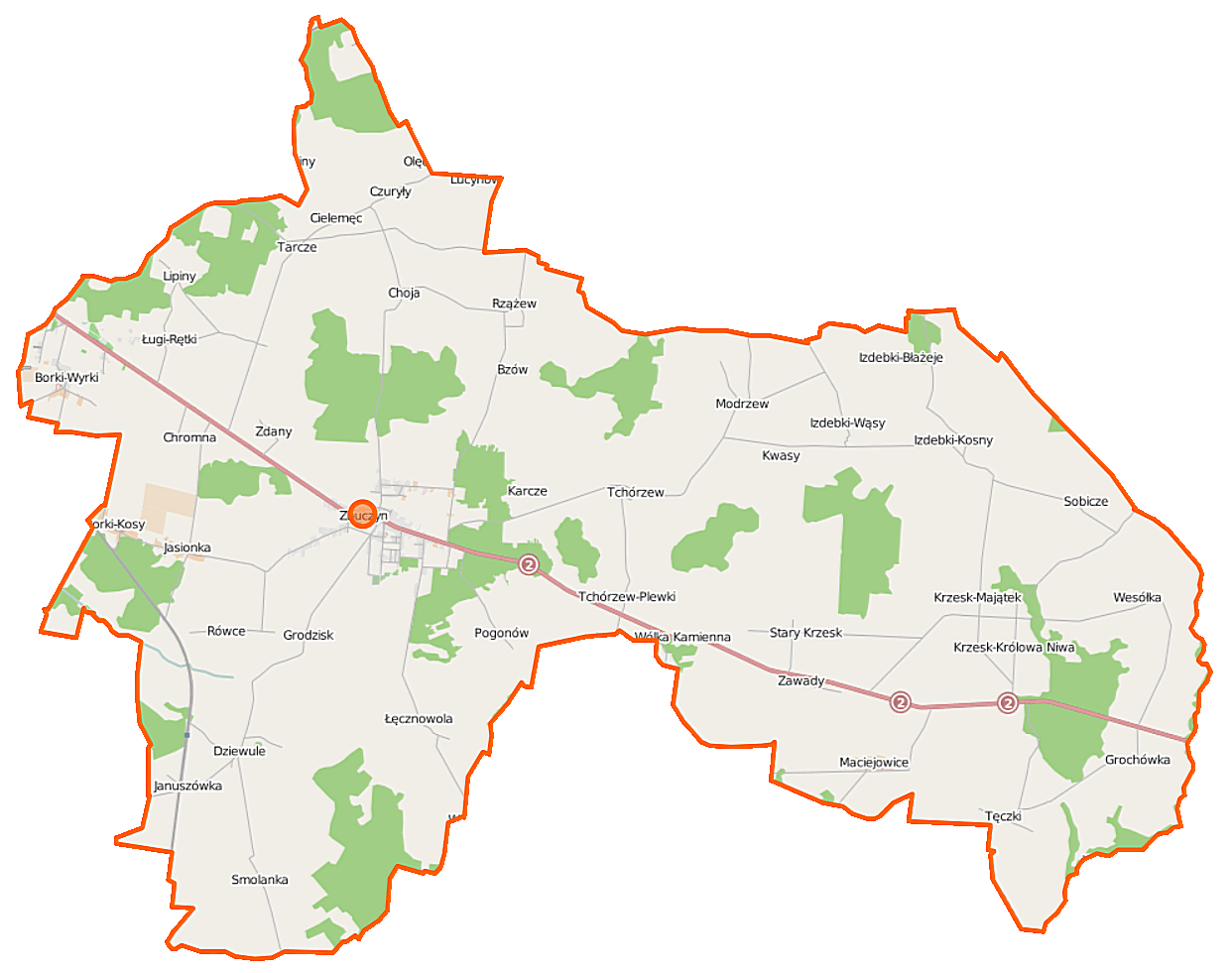
Plan de la gmina

- Borki-Kosy
- Borki-Wyrki
- Bzów
- Choja
- Chromna
- Cielemęc
- Czuryły
- Dziewule
- Grochówka
- Grodzisk
- Izdebki-Błażeje
- Izdebki-Kośmidry
- Izdebki-Kosny
- Izdebki-Wąsy
- Januszówka
- Jasionka
- Karcze
- Krzesk-Królowa Niwa
- Krzesk-Majątek
- Kwasy
- Łęcznowola
- Lipiny
- Lucynów
- Ługi Wielkie
- Ługi-Rętki
- Maciejowice
- Modrzew
- Olędy
- Pogonów
- Rówce
- Rzążew
- Smolanka
- Sobicze
- Stary Krzesk
- Świercze
- Tarcze
- Tchórzew
- Tchórzew-Plewki
- Tęczki
- Wesółka
- Wólka Kamienna
- Zawady
- Zbuczyn
- Zdany

### Gminy voisines
La gmina de Zbuczyn est voisine des gminy suivantes :
- Łuków
- Międzyrzec Podlaski
- Mordy
- Olszanka
- Siedlce
- Trzebieszów
- Wiśniew

## Structure du terrain
D'après les données de 2002, la superficie de la commune de Zbuczyn est de 210,75 km2, répartis comme telle :
- terres agricoles : 79%
- forêts : 14%

La commune représente 13,15% de la superficie du powiat.

## Démographie
Données du 31 décembre 2006 :
| Description        | Total  | Total | Femmes | Femmes | Hommes | Hommes |
| ------------------ | ------ | ----- | ------ | ------ | ------ | ------ |
| Unité              | Nombre | %     | Nombre | %      | Nombre | %      |
| Population         | 10 013 | 100   | 5 032  | 50,25  | 4 998  | 49,75  |
| Densité (hab./km²) | 47,45  | 47,45 | 23,80  | 23,80  | 23,65  | 23,65  |